# Solitaire masqué
Myadestes melanops
Espèce
Statut de conservation UICN

 LC  : Préoccupation mineure
Le Solitaire masqué (Myadestes melanops) est une espèce d'oiseau de la famille des Turdidae.